# The Sartorialist

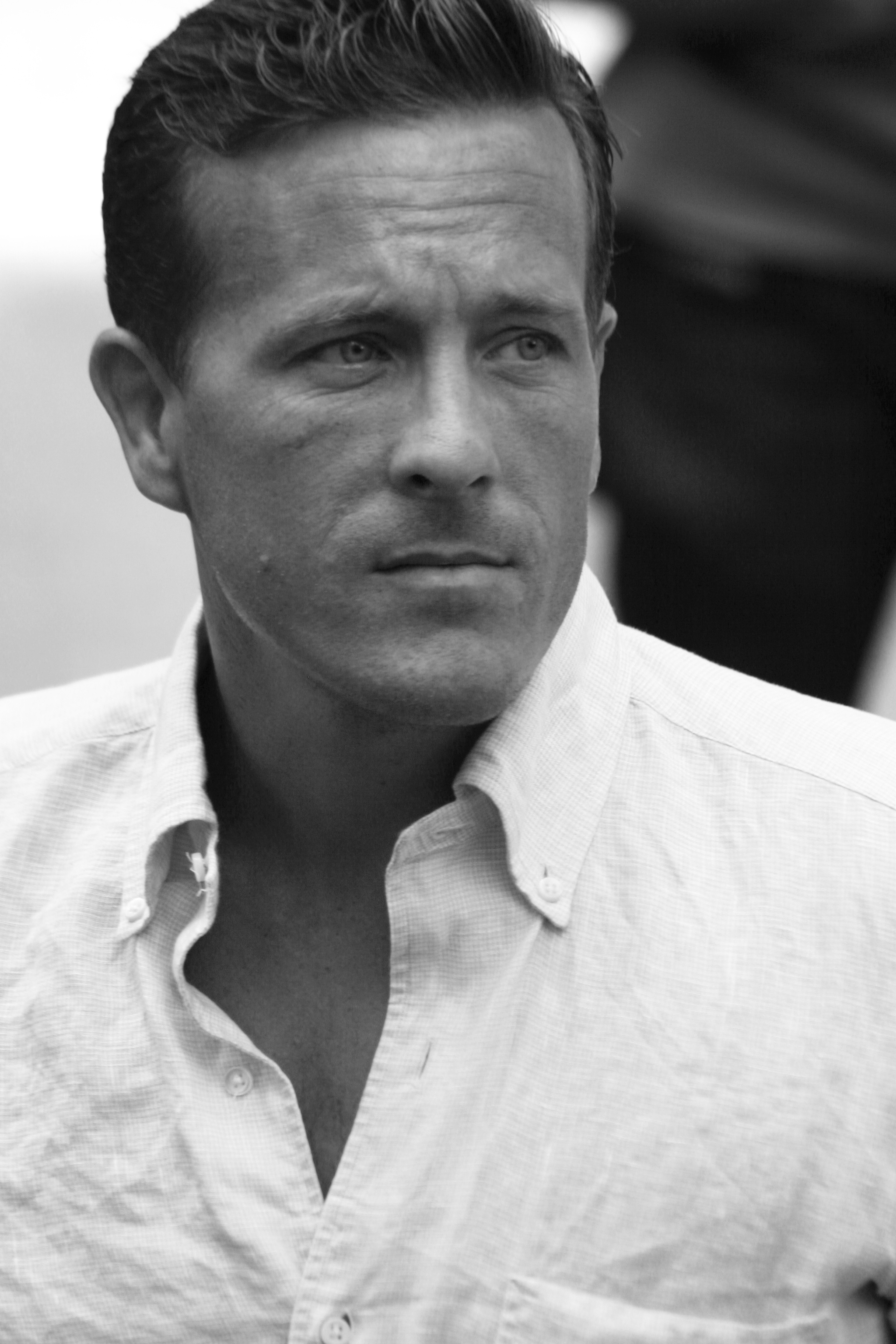
Scott Schuman

The Sartorialist est un blogue de mode créé en 2005 par le new-yorkais Scott Schuman. 

## Blogue
Le blogue se compose uniquement de photographies de gens, rencontrés dans un premier temps dans les rues de New York, qu'il choisit pour leur style vestimentaire. Les différentes photographies ne comportent quasiment jamais de texte, mais la publicité est présente sur son blogue, ce qui lui assure un revenu. Le terme anglais de « street style » est utilisé pour décrire ces photographies. La fréquentation du site passe de dix mille pages vues le premier mois à plus d'un million en 2007 et il était considéré par le magazine américain Time comme une des cent personnes les plus influentes de la mode. Fin 2012, la fréquentation du site atteignait 12 millions de pages vues par mois. Le succès du blogue a suscité des parodies,. 

## Scott Schuman
Né à Indianapolis et diplômé en marketing de la mode de l'université d'Indiana, il quitte cette ville pour rejoindre New York. Avant de créer son blogue en septembre 2005, Scott Schuman travaillait dans le marketing de la mode. 
Scott Schuman, comme d'autres photographes amateurs ou professionnels appelés « style hunters » couvre régulièrement les Fashion Weeks, avec des photographies de personnes gravitant à l'entrée des défilés, et ce depuis 2007 pour Style.com, W Magazine, GQ, Elle ou Vogue  : « À la sortie des défilés, […]. Je me poste et j’attends. J’attends. J’attends. Immobile, silencieux, concentré » ; cette même année 2008, ses photos sont exposées en galerie. Par la suite, il réalise les photographies de campagnes publicitaires, pour des marques liées à la mode, ou aux cosmétiques.
Il vit à New York avec Garance Doré, de son vrai nom Mariline Fiori, illustratrice française et blogueuse, qui l'a connu par son blog ; ils obtiennent tous deux un Award du CFDA en 2012,. Le 13 août 2014, il publie une note de blogue pour officialiser leur séparation, après sept ans de vie commune.
En 2011, un court documentaire intitulé A visual life est tourné sur Scott Schuman. De plus, Scott Schuman publie sous forme de livre en 2009 puis 2012 une sélection de photos issue de son blogue.